# Callixena
Callixena là một chi bướm đêm thuộc họ Noctuidae.